# Lubiewice (gmina Lubiewo)
Lubiewice – (niem. Lubau) wieś w Polsce położona w województwie kujawsko-pomorskim, w powiecie tucholskim, w gminie Lubiewo.
W latach 1975–1998 miejscowość administracyjnie należała do województwa bydgoskiego. Według Narodowego Spisu Powszechnego (III 2011 r.) liczyła 253 mieszkańców. Jest ósmą co do wielkości miejscowością gminy Lubiewo.